# Calling you …呼びよせられて…
『Calling you …呼びよせられて…』（コーリング・ユー よびよせられて）は、河合奈保子の16作目のオリジナル・アルバム。1989年11月21日に日本コロムビアより発売された。規格品番は、CD：CA-4345、CT：CAR-1685。

## 概要
プロデュースはミッキー吉野と横倉裕が共同で担当し、全ての作曲を河合自身が手掛けている。河合の作品には初参加となるさがらよしあきが全曲の作詞に携わっており、各曲には英語のサブタイトルが付けられている。河合が初主演を務めたミュージカル「THE LOVER in ME ～恋人が幽霊」のテーマ曲として使用された先行シングル「悲しみのアニバァサリー」や、同ミュージカルの劇中歌として使用された「ミッドナイト・コール」などを含む全10曲が収録されている。
演奏には、ラリー・ウィリアムズ、ジェリー・ヘイ、ポール・ジャクソン・ジュニア、シーウィンドのメンバーであるボブ・ウィルソンなど、アメリカのフュージョン系バンドで活躍するミュージシャンたちが多数起用されている。
本作は、2007年12月19日にリリースされたアルバム・ボックス『NAOKO PREMIUM』ではDisc 16に収録され、2020年1月29日には、タワーレコード限定・紙ジャケット仕様で再発売された。

## 収録曲

### CD
| 全作曲: 河合奈保子。 |                                             |                        |            |                                         |      |
| #                    | タイトル                                    | 作詞                   | 作曲・編曲 | 編曲                                    | 時間 |
| 1.                   | 「あなたへ急ぐ Reach out to you」           | さがらよしあき         | 河合奈保子 | 横倉裕, ミッキー吉野, Jerry Hey         | 4:19 |
| 2.                   | 「ダンシング・グッドバイ Say good bye」     | さがらよしあき         | 河合奈保子 | ミッキー吉野, Jerry Hey, Bill Meyers    | 3:08 |
| 3.                   | 「ローゼの海 Me and myself alone」          | さがらよしあき、蒼漪瞳 | 河合奈保子 | ミッキー吉野, Jerry Hey, Bill Meyers    | 3:35 |
| 4.                   | 「ミッドナイト・コール Midnight call」      | さがらよしあき、蒼漪瞳 | 河合奈保子 | ミッキー吉野, Larry Williams, Jerry Hey | 3:53 |
| 5.                   | 「いつも恋は… Can't believe it's love」     | さがらよしあき         | 河合奈保子 | ミッキー吉野, Larry Williams, Jerry Hey | 3:52 |
| 6.                   | 「モノクロの恋 However you are」            | さがらよしあき         | 河合奈保子 | ミッキー吉野, Jerry Hey, Bill Meyers    | 4:47 |
| 7.                   | 「さよならの彼方で… Beyond words」          | さがらよしあき         | 河合奈保子 | ミッキー吉野, Larry Williams, Jerry Hey | 5:21 |
| 8.                   | 「わたしは旅人、あなたは罪人 Sa-Yo-Na-Ra!」 | さがらよしあき、蒼漪瞳 | 河合奈保子 | ミッキー吉野, Larry Williams, Jerry Hey | 3:51 |
| 9.                   | 「悲しみのアニバァサリー Come again」       | さがらよしあき         | 河合奈保子 | 横倉裕, ミッキー吉野                    | 5:27 |
| 10.                  | 「月影のふたり Moonlight, Moon-night」      | さがらよしあき         | 河合奈保子 | ミッキー吉野, Jerry Hey, Bill Meyers    | 5:33 |
| 合計時間:            | 合計時間:                                   | 合計時間:              | 合計時間:  | 43:51                                   |      |

### CT
| 全作曲: 河合奈保子。 |                                         |                        |            |                                         |      |
| #                    | タイトル                                | 作詞                   | 作曲・編曲 | 編曲                                    | 時間 |
| 1.                   | 「あなたへ急ぐ Reach out to you」       | さがらよしあき         | 河合奈保子 | 横倉裕, ミッキー吉野, Jerry Hey         | 4:19 |
| 2.                   | 「ダンシング・グッドバイ Say good bye」 | さがらよしあき         | 河合奈保子 | ミッキー吉野, Jerry Hey, Bill Meyers    | 3:08 |
| 3.                   | 「ローゼの海 Me and myself alone」      | さがらよしあき、蒼漪瞳 | 河合奈保子 | ミッキー吉野, Jerry Hey, Bill Meyers    | 3:35 |
| 4.                   | 「ミッドナイト・コール Midnight call」  | さがらよしあき、蒼漪瞳 | 河合奈保子 | ミッキー吉野, Larry Williams, Jerry Hey | 3:53 |
| 5.                   | 「いつも恋は… Can't believe it's love」 | さがらよしあき         | 河合奈保子 | ミッキー吉野, Larry Williams, Jerry Hey | 3:52 |
| 合計時間:            | 合計時間:                               | 合計時間:              | 合計時間:  | 18:47                                   |      |

| 全作曲: 河合奈保子。 |                                             |                        |            |                                         |      |
| #                    | タイトル                                    | 作詞                   | 作曲・編曲 | 編曲                                    | 時間 |
| 1.                   | 「モノクロの恋 However you are」            | さがらよしあき         | 河合奈保子 | ミッキー吉野, Jerry Hey, Bill Meyers    | 4:47 |
| 2.                   | 「さよならの彼方で… Beyond words」          | さがらよしあき         | 河合奈保子 | ミッキー吉野, Larry Williams, Jerry Hey | 5:21 |
| 3.                   | 「わたしは旅人、あなたは罪人 Sa-Yo-Na-Ra!」 | さがらよしあき、蒼漪瞳 | 河合奈保子 | ミッキー吉野, Larry Williams, Jerry Hey | 3:51 |
| 4.                   | 「悲しみのアニバァサリー Come again」       | さがらよしあき         | 河合奈保子 | 横倉裕, ミッキー吉野                    | 5:27 |
| 5.                   | 「月影のふたり Moonlight, Moon-night」      | さがらよしあき         | 河合奈保子 | ミッキー吉野, Jerry Hey, Bill Meyers    | 5:33 |
| 合計時間:            | 合計時間:                                   | 合計時間:              | 合計時間:  | 24:59                                   |      |

## 参加ミュージシャン
- ミッキー吉野 - キーボード
- 横倉裕 - キーボード
- ビル・マイヤ－ズ - キーボード
- ラリー・ウィリアムズ - キーボード
- ポール・ジャクソン・ジュニア - ギター
- ジェリー・ヘイ - トランペット、フリューゲルホルン
- ゲイリー・グラント（英語版） - トランペット、フリューゲルホルン
- ケニー・ワイルド - ベース
- ボブ・ウィルソン - ドラムス
- ダン・ヒギンズ（英語版） - サックス
- ビル・ライヒェンバッハ - トロンボーン
- パウリーニョ・ダ・コスタ - パーカッション

## 参考資料
- 『NAOKO PREMIUM』（解説:土屋信太郎）河合奈保子、日本コロムビア、2007年12月19日。COCP-34705。
- 『NAOKO PREMIUM Disc16・Calling you …呼びよせられて…』（ライナーノーツ）河合奈保子、日本コロムビア、2007年12月19日。COCP-34720。